# Mario & Luigi: Partners in Time
Mario & Luigi: Partners in Time är ett RPG med Mario till Nintendo DS som släpptes 2005. Uppföljare till Mario & Luigi: Superstar Saga till Game Boy Advance.
Mario och Luigi har åkt tillbaka i tiden för att rädda Prinsessan Peach. Där träffar de på sina yngre själva och tillsammans ger de sig av på ännu ett mystiskt uppdrag.
Med styrkorset styr man bröderna och utför olika kommandon med A för Mario, B för Luigi, X för Baby Mario och Y för Baby Luigi.